# С̈
С̈  (minúscula с̈; cursiva: С̈ с̈) es una letra adicional del alfabeto cirílico qué fue utilizado en el alfabeto baskir de Nikolai Katanov. Está compuesta de la letra ⟨С⟩ y con diéresis. Fue notablemente utilizada en una traducción del evangelio al baskir por la sociedad bíblica publicada en 1902. Fue transliterada utilizando la letra ⟨Ҫ⟩ en alfabeto cirílico baskir de 1938.

## Códigos de computación
Al ser una letra relativamente reciente, no está presente en ninguna codificación cirílica legada de los 8-bits, la letra С̈  tampoco es representada directamente por un carácter precompuesto en Unicode; tiene que ser compuesto como С+◌̈ (U+0308).
| Caracter                    | С                          | С                          | с                        | с                        | ̈                   | ̈                   |
| --------------------------- | -------------------------- | -------------------------- | ------------------------ | ------------------------ | ------------------ | ------------------ |
| Nombre unicode              | CYRILLIC CAPITAL LETTER ES | CYRILLIC CAPITAL LETTER ES | CYRILLIC SMALL LETTER ES | CYRILLIC SMALL LETTER ES | COMBINING DIARESIS | COMBINING DIARESIS |
| Codificaciones              | decimal                    | hex                        | dec                      | hex                      | dec                | hex                |
| Unicode                     | 1057                       | U+0421                     | 1089                     | U+0441                   | 776                | U+0308             |
| UTF-8                       | 208 161                    | D0 A1                      | 209 129                  | D1 81                    | 204 136            | CC 88              |
| Numeric character reference | &#1057;                    | &#x421;                    | &#1089;                  | &#x441;                  | &#776;             | &#x308;            |